# 潛艇救援船

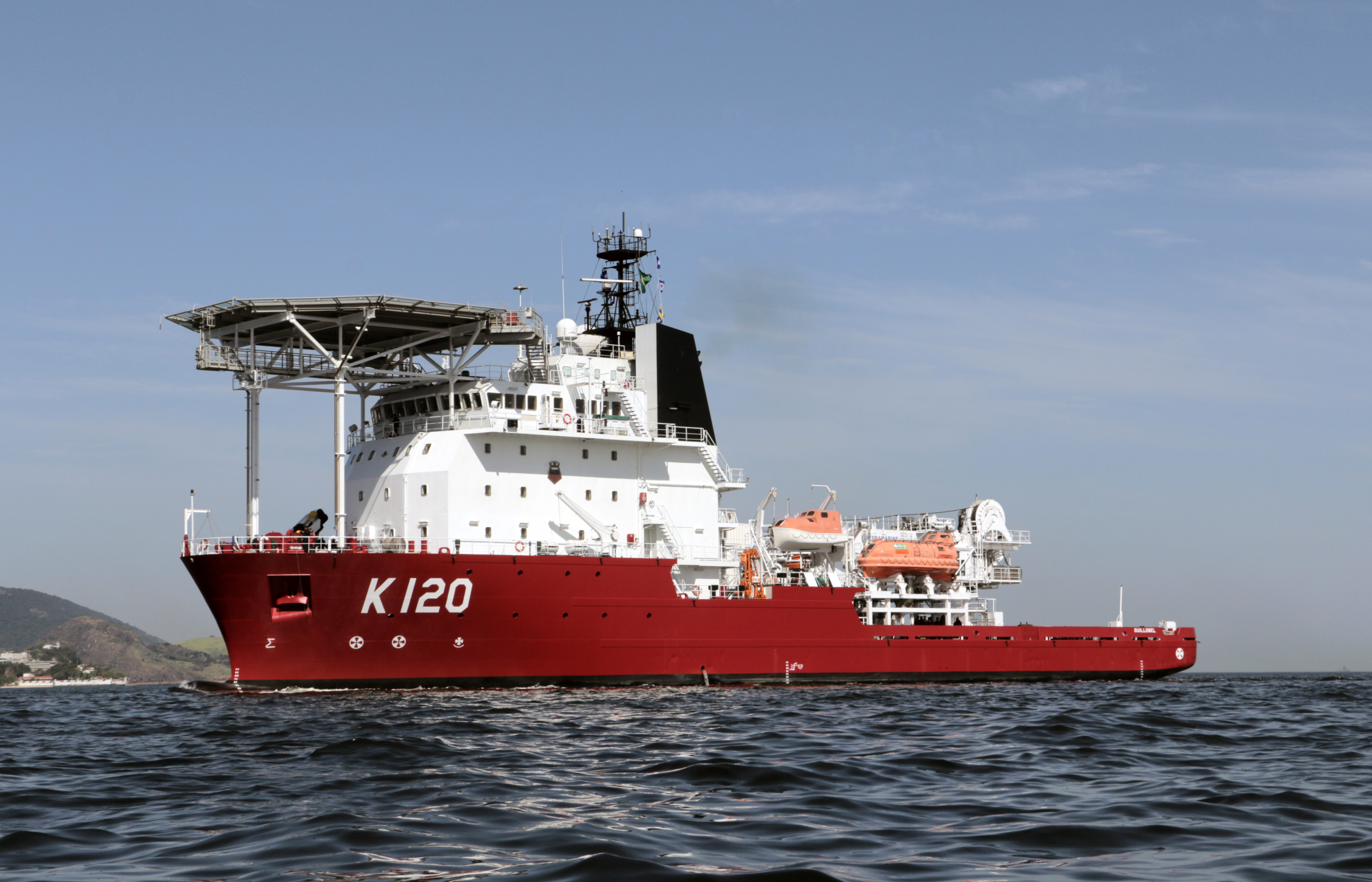
巴西海軍的潛艇救援船

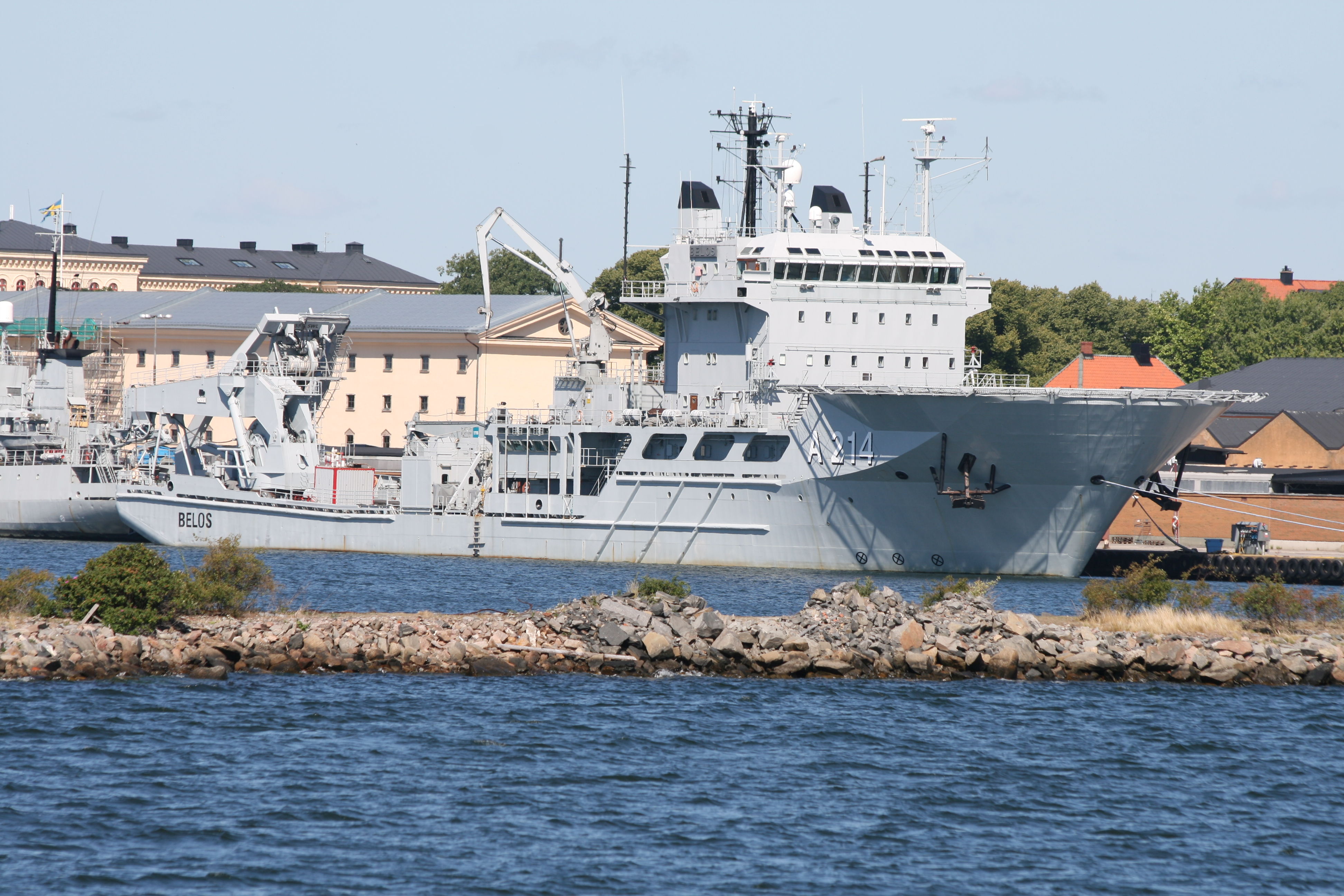
瑞典海軍的潛艇救援船

潛艇救援船（英語：Submarine rescue ship），又稱潛艇救難船、潛艇救援艦、潛艇救難艦、潛艇支援艦，是一種為發生事故的潛艇提供救援的專業船艦。

## 配備
由於需要進行水中救援，所以船上會配備船上會配備搜索遇難潛艇的聲納，供直升機升降的直升機升降平台
，為支援潛水員進行水下搜救而設的潛水加壓艙及潛水鐘。為延長執行深海救援任務的潛水員可停留於海底的時間，故此有部分救援船會配備供飽和潛水用的加壓艙。因為遙控潛水器可在潛水員難以潛入的深海進行搜救工作，並提升搜索海底的效率，所以潛艇救援船亦會作為操作遙控潛水器的母船，現時越來越多救援船將無人載具納入為標準配備。因為在水中與遇難潛艇的艙口對接的深潛救生艇缺乏長距離航行的能力，所以需要由潛艇救援船作為母船，由救援船將支援深海救援的深潛救生艇運送到發生事故位置的海面，利用大型起重機吊放及回收深潛救生艇，由深潛救生艇將遇難潛艇的人員救出水面。

## 部署
雖然潛艇常被作為軍用船艦，因應可能發生的潛艇遇難事故，有部分國家的海軍亦配備有潛艇救援艦，但因為需要動用深潛救生艇進行救援的事件不常發生，建造及維護深潛救援設備又需要經費支持，對於只擁有很少潛艇的海軍而言，購買專門的潛艇救援艦並不划算，另一方面潛艇救援船具有深海探索、油氣勘探及打撈的用途，所以有部分潛艇救援船是由私人公司擁有，以商船進行註冊，並在需要時予海軍租用。

## 外部鏈接
维基共享资源上的相關多媒體資源：潛艇救援船